# فلسفة القرون الوسطى

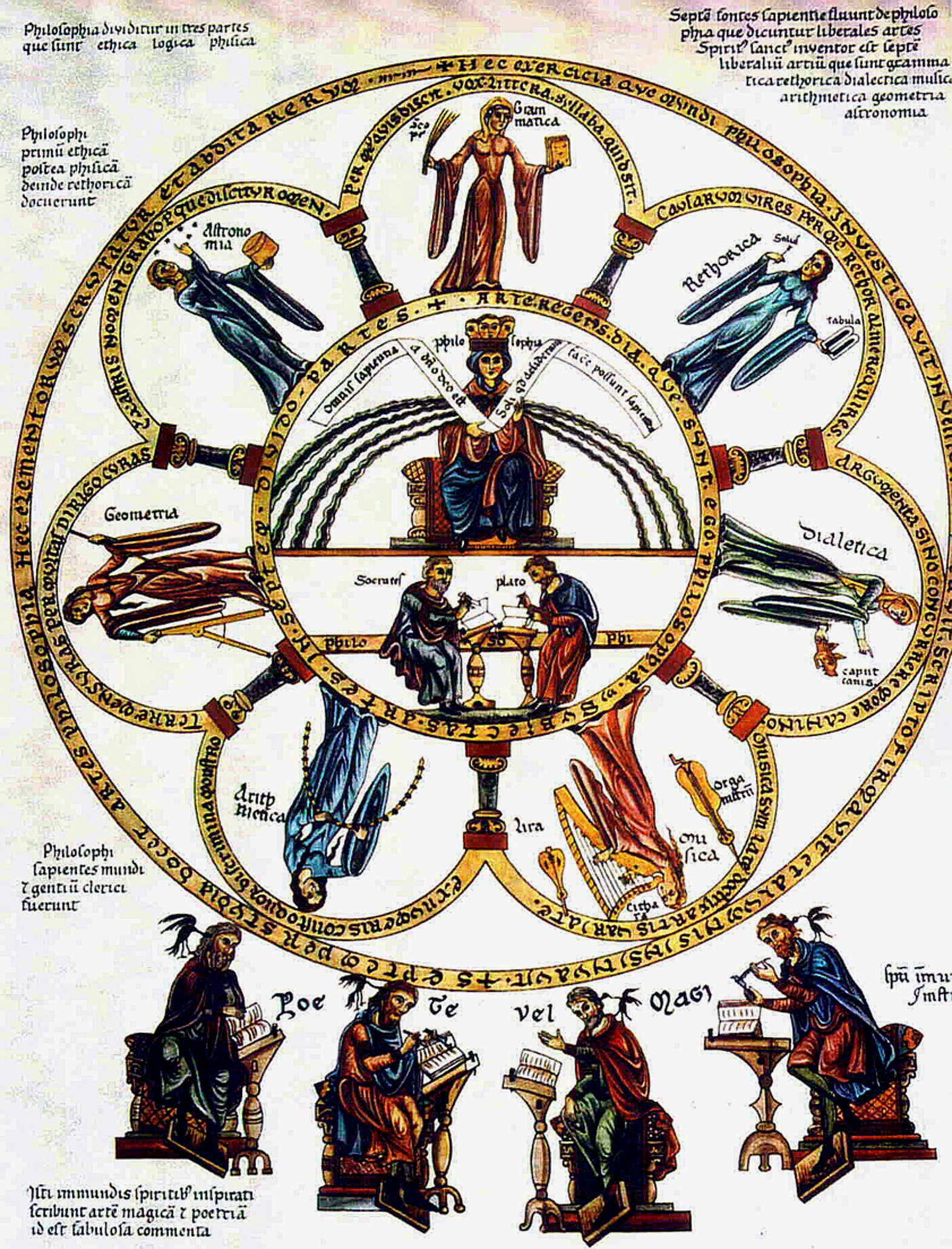
موضع الفلسفة بين الفنون الليبراليّة السبعة؛ الصّورة من القرن الثاني عشر.

فلسفة القرون الوسطى كما تُعرف باسم فلسفة قروسطية هو مصطلح يستخدم للإشارة إلى الفلسفة التي كانت موجودة خلال القرون الوسطى، وهي الفترة الممتدّة تقريباً من سقوط الإمبراطورية الرومانية الغربية في القرن الخامس حتّى عصر النهضة في القرن الخامس عشر.
بدأت فلسفة القرون الوسطى -والتي تمّ فهمها على أنّها مشروع استقصائيّ فلسفيّ مستقلّ- في بغداد، في منتصف القرن الثامن، وفي فرنسا، في قاعة شارلمان الرّسميّة، في الرّبع الأخير من القرن الثامن؛ وتعرف جزئيّاً بأنها إعادة لاكتشاف الثقافة القديمة التي تطوّرت في وقت سابق في اليونان وروما خلال الفترة الكلاسيكيّة.
ينقسم تاريخ الفلسفة في العصور الوسطى تقليديّاً إلى فترتين رئيسيّتين: الفترة في الغرب اللاتيني بعد أوائل العصور الوسطى وحتّى القرن الثاني عشر، عندما تمّ اكتشاف أعمال أرسطو وأفلاطون وترجمتها ودراستها؛ والفترة التي تُدعى بالعصر الذّهبي، من القرن الثّاني عشر حتّى القرن الرّابع عشر في الغرب اللاتيني، والتي شهدت تتويجاً للتخلّص من الفلسفة القديمة، بالإضافة إلى تميّزها بالتطوّرات في مجالات فلسفة الدّين، والمنطق، والميتافيزيقيا.
تم التّعامل مع عصور القرون الوسطى بشكل سيئ من قبل إنسانيّي عصر النّهضة، الذين رأوا أنّها "فترة وسطية" بربريّة بين العصر الكلاسيكيّ للثقافة اليونانيّة والرّومانيّة، وولادة نهضة الثقافة الكلاسيكيّة. يعدّ المؤرّخون الحديثون أنّ عصر القرون الوسطى هو أحد أهم محطّات تطوّر الفلسفة المتأثّرة باللاهوت المسيحيّ؛ أحد أبرز المفكّرين في ذلك الوقت "توما الأكويني لم يكن يعدّ نفسه فيلسوفاً، وانتقد الفلاسفة لأنهم يسمّون أنفسهم بالفلاسفة "بدون أن يمتلكوا الحكمة الحقيقيّة الصّحيحة".

## المميزات
تركّز فلسفة العصور الوسطى على اللاهوتيّة بشكل كبير. باستثناء بعض الفلاسفة مثل ابن سينا وابن رشد. لم يعدّ المفكّرون في القرون الوسطى أنفسهم فلاسفة على الإطلاق، بالنسبة لهم، كان الفلاسفة هم الكتّاب الوثنيّون القديمون مثل أفلاطون وأرسطو؛ مع ذلك، استخدموا اللاهوت القديم للفلاسفة القدماء لمعالجة الأسئلة اللاهوتيّة الصعبة.
يقول توماس أكويناس مسترشداً ببيتر داميان: «الفلسفة هي علم اللاهوت».:1 على الرّغم من النظرة السّائدة تجاه الفلسفة على أنّها مُسخّرة من أجل اللاهوت، فإن هذا لم يمنع المناصرين للفلسفة من تطوير الفلسفات الأصليّة والمبتكرة على حساب الفلسفة اللاهوتيّة.
المبادئ التي ترتكز عليها جميع أعمال الفلاسفة في العصور الوسطى هي:
- استخدام المنطق، والجدلية، والتّحليل لاكتشاف الحقيقة؛ أو ما يُعرف بالنّسبة.
- احترام رؤى الفلاسفة القدماء، وخاصّةً أرسطو، والإذعان لسلطة فكرهم.
- الالتزام بتنسيق الرؤى الفلسفيّة مع التّعليم اللاهوتيّ.[5]:3–5

أحد أكثر المواضيع التي تمّت مناقشتها في تلك الفترة كانت الإيمان مقابل العقل. مال ابن سينا وابن رشد للعقل أكثر من الإيمان. في حين أن أوغسطينوس قال بأنّه لن يسمح لتحقيقاته الفلسفيّة بأن تتجاوز سلطة الله على الإطلاق.:27

## التاريخ

### الفلسفة المسيحيّة في العصور الوسطى المبكرة

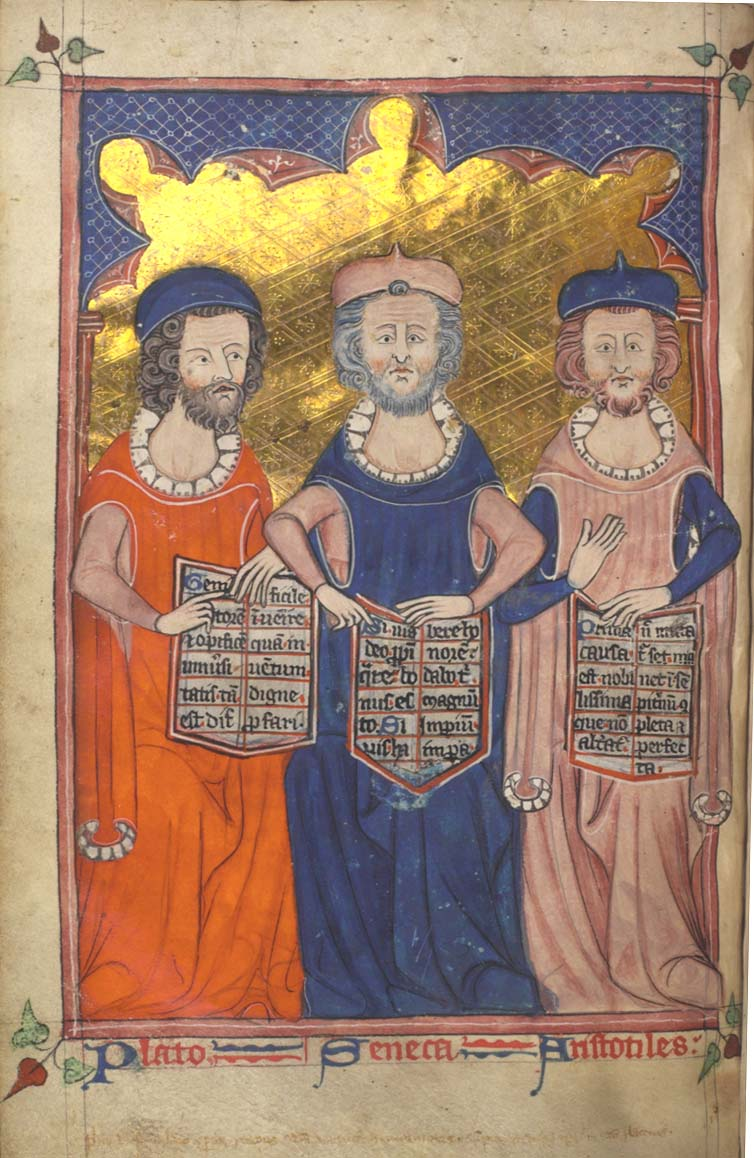
أفلاطون وسينيكيا وأرسطو، من كتابات عباديّة وفلسقيّة.

حدود فترة العصور الوسطى المبكّرة مسألة جدليّة،:1 ولكن من المتّفق عليه عموماً بأنها تبدأ بالفيلسوف أوغسطينوس (354-430م) الذي ينتمي إلى الفترة الكلاسيكيّة، وتنتهي في أواخر القرن الحادي عشر؛ أي في بداية فترة القرون الوسطى العليا.
بعد انهيار الإمبراطورية الرّومانية، عاشت أوروبا الغربيّة في ما يُعرف بالعصور المظلمة، وكان التّعليم مقتصر على الأديرة؛ والسّبب في ذلك أنّ القدّيس بندكت أصدر قاعدة لجميع الرّهبان تنصّ على ضرورة تعلّم الرّهبان القراءة، وقراءة الكتاب المقدّس يوميّاً، وأُعطي كل راهب كتاب مُقدّس، تم استعماله لاحقاً لتعليم المسؤولين ورجال الكنيسة.
الفكر المسيحيّ الباباويّ في تلك الفترة كان يميل لأن يكون بديهيّاً صوفيّاً لا يعتمد على العقل والحجّة والمنطق، ويركّز بشكل كبير على العقائد الغامضة في فلسفة أفلاطون، ويقلّل من تركيزه على التفكير المنهجيّ في فلسفة أرسطو؛ حيث كان أرسطو غير معروف في الغرب في تلك الفترة.
كان للفلاسفة الرّومان تأثير كبير على تطوّر فلسفة القرون الوسطى وخاصةً الفيلسوفان أوغسطينوس وبوثيوس؛ يعدّ أغسطين أعظم من باباوات الكنائس، وهو كاتب عباديّ ولاهوتيّ، ولكن الكثير من كتاباته كانت فلسفيّة تحمل مواضيع مثل: الحقيقة، والله، والرّوح البشريّة، ومعنى التّاريخ، والدّولة، والخطيئة، والخلاص؛ لأكثر من ألف عام لم يتم كتابة أي كتاب لاتينيّ لاهوتيّ أو فلسفيّ إلا وتم الاستعانة بكتابات أغسطين لإتمام ذلك الكتاب. كان لأغسطين تأثير كبير على فلسفة ديكارت.:15
بوثيوس (480-524م)، فيلسوفٌ مسيحيٌّ ولد في روما؛ أصبح القنصل في عام 510م في مملكة القوط الشرقيّين؛ كان له أثر كبير في القرون الوسطى المبكّرة لدرجة أنه يُطلق على تلك الفترة في بعض الأحيان بالفترة البوثيوسيّة؛ كان يعتزم ترجمة كل أعمال أرسطو وأفلاطون من اليونانيّة الأصليّة إلى اللاتينيّة.
جاء أول تجديد مهمّ للتعليم في الغرب، عندما اجتذب شارلمان علماء إنكلترا وأيرلندا، وأقام بموجب مرسوم إمبراطوريّ في عام 787م مدارس في كل دير في إمبراطوريّته، ثم أصبحت هذه المدرس مراكز للتعلّم في القرون الوسطى.

### القرون الوسطى العليا

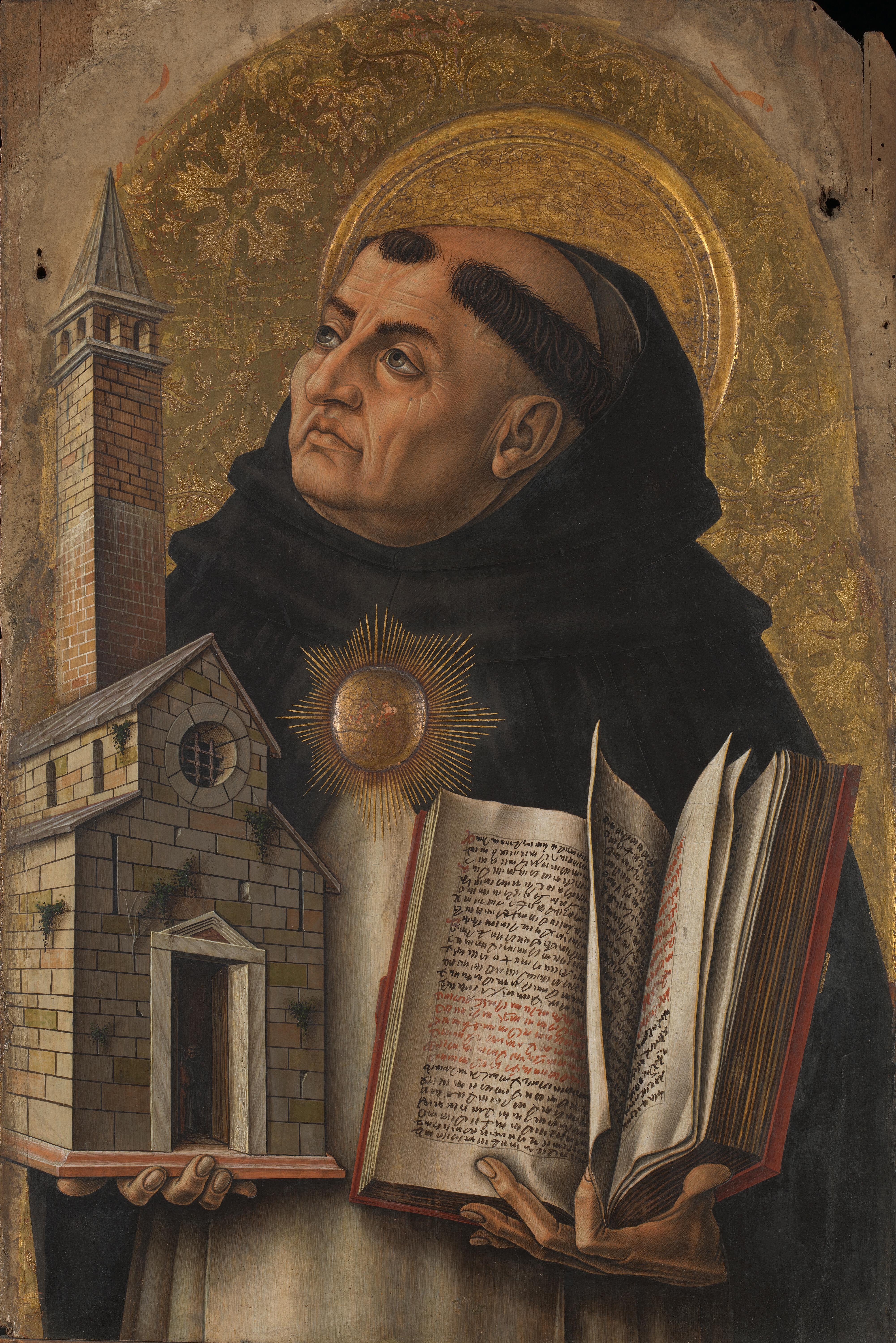
توما الأكويني

تعرف الفترة الممتدة من منتصف القرن الحادي عشر وحتّى منتصف القرن الرّابع عشر بفترة «القرون الوسطى العليا» أو «المدرسيّة». من المتّفق عليه عموماً أن هذه الفترة تبدأ مع القدّيس أنسلم من كانتربري (1033-1109م) وهو فيلسوف إيطالي لاهوتيّ ويشتهر بأنّه المنشِئ للحجّة الوجوديّة للإله.
يُنظر إلى القرن الثالث عشر وأوائل القرن الرّابع عشر عموماً على أنها الفترة المميّزة للمدرسيّة. شهدت أوائل القرن الثّالث عشر تتويجاً للفلسفة اليونانيّة، حيث نمت مدارس التّرجمة في إيطاليا وصقلية، وفي نهاية المطاف في بقيّة أنحاء أوروبا.
سافر العديد من العلماء إلى صقلية والعالم العربيّ، وترجموا أعمالاً في علم الفلك والرّياضيّات، بما في ذلك التّرجمة الكاملة الأولى لعناصر إقليدس. جمع ملوك صقلية النورمان الأقوياء رجال المعرفة من إيطاليا والمناطق الأخرى وضمّوهم إلى مجالسهم ومحاكمهم كنوع من التقدير، أو لزيادة رقي المجلس.
ساعدت ترجمات ويليام ماربك النصوص الفلسفيّة اليونانيّة في النّصف الأول من القرن الثّالث عشر في تكوين صورة أوضح للفلسفة اليونانيّة، ولفلسفة أرسطو بشكل خاص؛ مما نقّح النسخ العربيّة التي تم الاعتماد عليها في السّابق والتي كانت مشوّهة.
تطوّرت الجامعات في المدن الأوروبيّة الكبرى خلال تلك الفترة، وبدأت القوى الدينيّة المتنافسة داخل الكنائس النّضال من أجل السّيطرة على الحياة السياسيّة والفكريّة؛ القوى الرئيسيّة التي تأسست في تلك الفترة كانت الفرنسيسكان والدومينيكان. أسس فرنسيس الأسيزي في عام 1209م الفرنسيسكان، ثم تزعّمها في منتصف القرن بونافنتورا، وهو تقليديّ كان يدافع عن لاهوت أغسطين وفلسفة أفلاطون. افترض بونافنتورا أن العقل لا يستطيع اكتشاف الحقيقة، إلا عندما تكون الفلسفة مضاءة بالإيمان الدّيني. الكتّاب الفرنسيسكانيون المهمّون الآخرون هم دونس سكوتس، وبيتر أوريول، وويليام أوف أوكهام.
أمّا النّظام الدومينيكي الذي أسّسه القديس دومينيك في عام 1215م فركّز أكثر على استخدام العقل والاستفادة من المصادر الأرسطويّة الجديدة المستمدّة من الشّرق ومن إسبانيا. كان الممثلّون الكبار للتّفكير الدومينيكي في تلك الفترة هم ألبرتوس ماغنوس وبشكل خاص توما الأكويني الذي استعمل في النّهاية العقلانيّة اليونانيّة والعقيدة المسيحيّة لتعريف الفلسفة الكاثوليكيّة. ركّز أكويناس على العقل والحجج المنطقيّة، وكان أوّل من استعمل الترجمة الجّديدة للكتابة الميتافيزيقيّة والمعرفيّة لأرسطو.
في بداية القرن العشرين كان المؤرّخ والفيلسوف مارتن غرامان أوّل باحث يعمل على تحديد الخطوط الرئيسيّة للتطوّر المستمرّ للفكر في المدرسيّة.

## المواضيع

### اللاهوت
الموضوعات التي نوقشت في فلسفة القرون الوسطى اللاهوتية:
- مشكلة التّوافق بين الصّفات الإلهية، ما هي الصّفات التي تناسب الكائن الأسمى، كالقوّة غير المحدودة، والمعرفة اللانهائية، والخير اللانهائي، والوجود خارج الزّمن والأصل، وكيف تترابط هذه الصّفات منطقيّاً مع بعضها البعض.
- مشكلة الشر: لقد كان الفلاسفة الكلاسيكيّون يتكهنون بطبيعة الشّر، ولكن مشكلة كيف يمكن لإله محبوب قادر على كل شيء ويعرف كل شيء، أن يخلق نظاماً للأشياء التي نشأ فيها الشّر.
- مشكلة حرية الإرادة: كانت هنالك مشكلة لتفسير كيف يمكن أن يعرف الله بما سيحدث بالمستقبل، إن كنّا نؤمن بأننا نملك إرادة حرّة.
- أسئلة تتعلّق بخلود الفكر، والوحدة بين النّفس والفكر.
- مسألة ما إذا كان يوجد مواد غير ماديّة مثل الملائكة أو غيرها.

### الميتافيزيقيا
بعد إعادة اكتشاف الميتافيزيقيا من قبل أرسطو في منتصف القرن الثّاني عشر، كتب العديد من الفلاسفة المدرسيين تعليقات حول هذا الموضوع، وشمل بحث الفلاسفة في هذا الموضوع العديد من العناوين الفرعية مثل:
- الوجود.
- العلية.
- التميّز.

### الفلسفة الطبيعية
في الفلسفة الطبيعيّة وفلسفة العلوم، تأثر فلاسفة العصور الوسطى بشكل رئيسي بأرسطو. ولذلك منذ القرن الرّابع عشر بدأ استخدام التّفكير الرّياضي بشكل متزايد في الفلسفة الطبيعيّة، مما مهّد الطّريق لظهور العلم في الحقبة الحديثة المبكرة.

### المنطق
اعتُبرت العصور الوسطى كإحدى أهم الفترات الثلاثة الكبرى في تاريخ المنطق؛ ظهرت أقسام جديدة من التّحقيق المنطقي، كما تمّ تطوير مفاهيم منطقيّة ودلاليّة جديدة.

### فلسفة العقل
تنص هذه الفلسفة على أنّ البشر بحاجة إلى مساعدة خاصّة من الله عندما يفكّرون. ترتبط هذه العقيدة بشكل رئيسي بأوغسطينوس وأتباعه، وعادت إلى الظّهور بشكل مختلف في العصر الحديث المبكّر.

### الأخلاق
أهمّ الكتّاب في هذا المجال هم أنسلم، وأوغسطينوس، وبيار أبيلار، وسكوتس، وبيتر الإسبانيّ، وأوكام؛ أمّا الكتّاب في النظريّة السياسيّة فكانوا دانتي، وجون ويكليف، ووليم الأوكامي.